# Diagnoses des Nouveautes d'Espagne et du Maroc
Diagnoses des Nouveautes d'Espagne et du Maroc (abreviado Diagn. Pl. Espagne Maroc) es un libro con ilustraciones y descripciones botánicas que fue escrito por el Hermano de la Salle, botánico y explorador francés Étienne Marcellin Granier-Blanc. Fue publicado en el año 1936.